# Gustav Fridolin
Gustav Fridolin (Önnestad, Suécia, 10 de maio de 1983) é um político sueco, do Partido Verde.

Nasceu em 1983, na localidade de Önnestad, na Suécia. 
É deputado do Parlamento da Suécia - o Riksdagen (2002-2006,  e 2010-)
Foi porta-voz do Partido Verde em 2011-2019, juntamente com Åsa Romson (2011-2016) e Isabella Lövin (2016-2019).
Foi Ministro da Educação em 2014-2019.